# Storkens dröjande steg
Storkens dröjande steg (grekiska: Το μετέωρο βήμα του πελαργού, To meteoro vima tou pelargou) är en grekisk dramafilm från 1991 regisserad av Theo Angelopoulos.